# Restrikciono razlaganje
Restrikciono razlaganje (DNK fragmentacija) je procedura koja se koristi u molekularnoj biologiji za pripremanje DNK za analizu ili druge svrhe. Ova enzimatska tehnika se može koristiti za presecanje DNK molekula na specifičnim mestima, čime se osigurava da su svi DNK fragmenti koji sadrže određenu sekvencu iste veličine. Osim toga svaki fragment koji sadrži željenu sekvencu ima tu sekvencu u istoj poziciji u svim fragmentima. Metod presecanja koristi klasu enzima za presecanje DNK koja je prvenstveno izolovana iz bakterija. Ti enzimi se nazivaju restrikcione endonukleaze ili restrikcioni enzimi. Oni imaju sposobnost presecanja DNK molekula u pozicijama na kojima su specifične kratke sekvence baza prisutne.

## Literatura
- Pingoud A, Alves J, Geiger R (1993). „Chapter 8: Restriction Enzymes”.  Ур.: Burrell, Michael. Enzymes of Molecular Biology. Methods of Molecular Biology. 16. Totowa, NJ: Humana Press. стр. 107—200.  0-89603-234-5.